# Дьячкова, Наталья Дмитриевна
Наталья Дмитриевна Дьячко́ва, прозвище в ринге — «Рысь» («Lynx») (род. 1994) — российская спортсменка, мастер спорта России международного класса по тайскому боксу, кандидат в мастера спорта России по ушу-саньда, неоднократная победительница чемпионатов России, чемпионка Европы, чемпионка мира среди профессионалов.

## Биография
Заниматься тайским боксом начала в 11 лет, с 15 лет выступает в профессиональных боях. Окончила среднюю школу № 14 в Петрозаводске.
С 2012 года — студентка Института физкультуры Петрозаводского государственного университета. Тренирует женскую группу по тайскому боксу в петрозаводском спортивном клубе «Lynx Fight Club».
С января 2023 года тренируется в Таиланде и участвует в боях по тайскому боксу в азиатской лиге единоборств ONE Championship .

### Спортивная карьера
- Победитель первенства России по тайскому боксу (2009, Муром)
- Победитель первенства России по ушу-саньда (2009, Воскресенск)
- Серебряный призёр первенства мира по тайскому боксу (2009, Бангкок)
- Победитель первенства России по ушу-саньда (2010, Санкт-Петербург)
- Бронзовый призёр чемпионата мира по ушу-саньда среди юниоров (2010, Сингапур)
- Серебряный призёр первенства мира по тайскому боксу (2011, Ташкент)
- Победитель первенства мира по тайскому боксу (2012, Санкт-Петербург)
- Чемпионка мира среди профессионалов по версии W.P.M.F. (2012, Таиланд)
- Победитель Кубка России (2012, Кстово)
- Чемпионка Европы по тайскому боксу (2013, Португалия)
- Чемпионка России по тайскому боксу (2013, Кемерово)
- Чемпионка России по К-1 2013(2013, Санкт Петербург)
- Победитель чемпионата России по тайскому боксу (2014, Севастополь)
- Чемпионка мира среди профессионалов по версии WMC I-1 (2014, Гонконг)
- Победитель Кубка России по тайскому боксу (2015, Калининград)
- Победитель турнира по кикбоксингу W5 Grand Prix Kitek (2015, Москва)

## Общественная деятельность
В 2016 году выдвигалась кандидатом в Законодательное собрание Республики Карелия от партии «Яблоко» третьим номером в общереспубликанском списке.